# Félix Lajkó
 (octobre 2024).
Si vous disposez d'ouvrages ou d'articles de référence ou si vous connaissez des sites web de qualité traitant du thème abordé ici, merci de compléter l'article en donnant les références utiles à sa vérifiabilité et en les liant à la section « Notes et références ».
Dans le nom hongrois Lajkó Félix, le nom de famille précède le prénom, mais cet article utilise l’ordre habituel en français Félix Lajkó, où le prénom précède le nom.
Félix Lajkó, né le 17 décembre 1974 à Bačka Topola en Serbie, est un musicien (violon et cithare), compositeur et acteur d'origine hongroise vivant dans la province de Voïvodine.

## Biographie
Félix Lajkó est issu d'une famille hongroise vivant dans la province serbe de Voïvodine. Il débute la musique à 10 ans en jouant de la lyre (pour laquelle il remporte plusieurs prix de musique en Yougoslavie et en Hongrie), puis à 12 ans s'oriente vers la pratique du violon. Il étudie à l'école musicale Mali Iđoš puis a l'école de musique de Subotica avant de partir pour Budapest. Là, il collabore avec le Quatuor Dresch, le pianiste et compositeur György Szabados et l'Ensemble Ritual Nova de Boris Kovac. Il commence alors à réaliser des tournées en Hongrie, Serbie, et dans toute l'Europe. En 1999, il fait une tournée avec Boban Markovic en Serbie au cours de la campagne aérienne de l'OTAN enYougoslavie.
Après plusieurs petits rôles dans des films hongrois et serbes, dont il écrit parfois la musique, il se voit confier un premier rôle par le réalisateur Kornél Mundruczó pour le film Delta.

## Style musical
Sa musique, difficilement classable, est très fortement influencée par la musique traditionnelle hongroise, et tzigane. Violoniste de formation classique, il a très jeune décidé de s'orienter vers une musique plus passionnelle et folklorique pour laquelle il a obtenu un vif succès international. Il joue fréquemment avec une petite formation composée de musiciens tziganes (présence importante du cymbalum) et de brass band d'Europe centrale, mais réalise également des solos.
Outre ses albums solo, il a fait quatre collaborations importantes, dont une très remarquée au sein du groupe Noir Désir (sur la chanson Ernestine).

## Discographie

### Solo
- 1995 : Lajkó Félix és bandája (szerzõi kiadás)
- 1997 : Lajkó Félix és zenekara (CD/MC, Fonó Records)
- 1997 : Lajkó Félix – Lõrinszky Attila : Live at the Academy (Fonó Records)
- 1998 : Lajkó Félix és zenekara : Koncert '98 (CD/MC, Fonó Records)
- 2001 : Lajkó Félix és bandája játszik (Tilos az Á produkció)
- 2002 : Félix (Tilos az Á produkció)[2]
- 2004 : Lajkó Félix 7 (Tilos az Á produkció)[2]
- 2007 : Remény (Tilos az Á produkció)[2]
- 2009 : A bokorból (Tilos az Á produkció)[2]
- 2012 : Makovecz Tour (Fonó Records - Fonó Budai Zeneház)[2]
- 2013 : Mező (Fonó Records)[2]
- 2014 : Jelszó (Fonó Budai Zeneház)[2]
- 2014 : Végtelen (Fonó Records)[2]
- 2016 : most jőttem... (Fonó Records - Fonó Budai Zeneház)[2]
- 2016 : Neked (Fonó Records)[2]
- 2019 : Lajkó Félix és Volosi  (Fonó Records)[2]
- 2020 : Womex Pactum  (X-Produkció)[2]

### Collaborations
- 1993 : avec Dresch Dudás Mihály pour Zeng a lélek
- 1996 : avec SaMaBa Trió pour Opus Magnum
- 1996 : avec Noir Désir pour 666.667 Club
- 2000 : avec Boban Marković Orkestar pour Srce Cigansko

## Filmographie
- 2008 : Delta de Kornél Mundruczó